# サム・ジョーンズ3世
サム・ジョーンズ3世（Sam Jones III, 1983年4月29日 - ）は、アメリカ合衆国の俳優。

## 略歴
マサチューセッツ州ボストン生まれ。
父はバスケットボール選手のサム・ジョーンズ。
代表作の一つである『ヤング・スーパーマン』（ピート・ロス役）は、第3シーズン終了後に、映画『グローリー･ロード』に出演のため降板したが、2008年の"Hero"という回に再出演した。
また、『ザ・プラクティス ボストン弁護士ファイル』、『ER緊急救命室』、『CSI:科学捜査班』、『7th Heaven』などにも出たことがある。
近年ではライフタイムが制作し2006年に公開されたテレビ映画For One Nightでレイヴン・シモーネと共演した。

## 出演作品
| 公開年・放送年     | 邦題 原題                               | 役名                             |
| ------------------ | --------------------------------------- | -------------------------------- |
| 2007               | BONES Bones                             | インターン                       |
| 2006               | Home of the Brave                       | ビリー                           |
| 2006               | For One Night                           | ブランドン・ウィリアムズ         |
| 2006               | 7th Heaven                              | アレックス                       |
| 2006               | グローリー･ロード                       | ウィリー                         |
| 2005-2009          | ER緊急救命室                            | チャーリー・"チャズ"・プラットJr |
| 2001 – 2004 & 2008 | ヤング・スーパーマン                    | ピート・ロス                     |
| 2003               | ザ・プラクティス ボストン弁護士ファイル | トロイ・エゼキエル               |
| 2002               | ナイトメア・ルーム                      | ラッセル                         |
| 2002               | Zig zag                                 | ZigZag                           |
| 2001               | Snipes                                  | Erik                             |
| 2000 & 2001        | CSI:科学捜査班                          | ジェイムズ・モロー               |
| 2000               | Pacific Blue                            | リッキー・デイヴィス             |
| 1999               | Judging Amy                             | ロバート                         |
| 1999               | Pensacola: Wings of Gold                | アーヴィング                     |
| 1999               | Saved by the Bell: The New Class        | ジェフ                           |
| 1999               | NYPDブルー                              | ジェローム・バンクス             |